# 寇斯頓
寇斯頓是英國倫敦南部的一個地區，大部分在行政區劃上屬於克羅伊登倫敦自治市。寇斯頓位於查令十字以西13英里（20.9公里）處。寇斯頓是數家大企業的總部。